# Zygiella keyserlingi
Espèce
Synonymes
- Zilla keyserlingii Ausserer, 1871

Zygiella keyserlingi est une espèce d'araignées aranéomorphes de la famille des Araneidae.

## Distribution
Cette espèce se rencontre dans le Sud de l'Europe et en Turquie.

## Description
Le mâle décrit par Levi en 1974 mesure 6 mm et la femelle 8,0 mm.

## Systématique et taxinomie
Cette espèce a été décrite sous le protonyme Zilla keyserlingii par Ausserer en 1871. Elle est placée dans le genre Zygiella par Simon en 1929.

## Étymologie
Cette espèce est nommée en l'honneur d'Eugen von Keyserling.

## Publication originale
- Ausserer, 1871 : « Neue Radspinnen. » Verhandlungen der Kaiserlich-Königlichen Zoologisch-Botanischen Gesellschaft in Wien, vol. 21, p. 815-832.